# Uttran (sjö)
Uttran är en sjö i Botkyrka kommun, Salems kommun och Södertälje kommun i Södermanland som ingår i Norrströms huvudavrinningsområde. Sjön är 16 meter djup, har en yta på 2,37 kvadratkilometer och befinner sig 17,1 meter över havet. Sjön avvattnas av vattendraget Tumbaån. Vid provfiske har en stor mängd fiskarter fångats, bland annat abborre, björkna, braxen, gärs, gädda, löja, sutare, mört, sarv.
Sjön är mycket avlång och sträcker sig från Tumba/Uttran i öst, vidare strax söder om Rönninge, till gränsen mot Södertälje i väst. Sjön har fått sitt namn från att det tidigare fanns utter i sjön. Namnet finns i dokument från 1550-talet, då i formen Vterlången. Det närmaste man nu kan komma är mink som har pekats ut i alla fall i den östra delen av sjön.
På sjöns norra sida finns badplatsen Möllebadet.

## Geografi och in/utflöden
Sjöns inflöden härstammar från sjön Flaten och från Glasbergasjön. Inflödet från Glasbergasjön är beläget i den västligaste delen av sjön och tillrinningen från Flaten cirka 1 km väster om Möllebadet på den norra sidan.
Uttran har endast ett utflöde. Det är beläget i Uttrans östra del, Utterkalven, som skiljs från resten av sjön via ett sund. Från Utterkalven rinner vattnet vidare till Kvarnsjön i Tumba och därefter till Tullingesjön. Denna å kallas för Tumbaån.
Bostadsområden i närheten av Uttran finns i Rönninge, som också är beläget i närheten av Flaten. Ett annat bostadsområde i närheten av Uttran är själva samhället Uttran, som är beläget vid sydöstra delen av sjön. Sjön omges också av ett stort antal sommarstugor. På norra stranden i västra änden ligger Uttringe gård.

## Miljö och naturreservat
Uttran är mycket näringsrik och övergödd, mestadels på grund av att den har tillrinning från Glasbergasjön som är mycket näringsrik, men också på grund av att den västra litoralen ligger bredvid en åker. Vid en del av Uttrans nordöstra strand utbreder sig Garnuddens naturreservat, som huvudsakligen är ett friluftsområde med stigar, motionsspår och badplatsen Möllebadet. Garnuddens naturreservat var Salems kommuns första kommunala reservat och bildades 2010. På Uttrans största ö ligger Ensta ö naturreservat som bildades 1997.

## Galleri

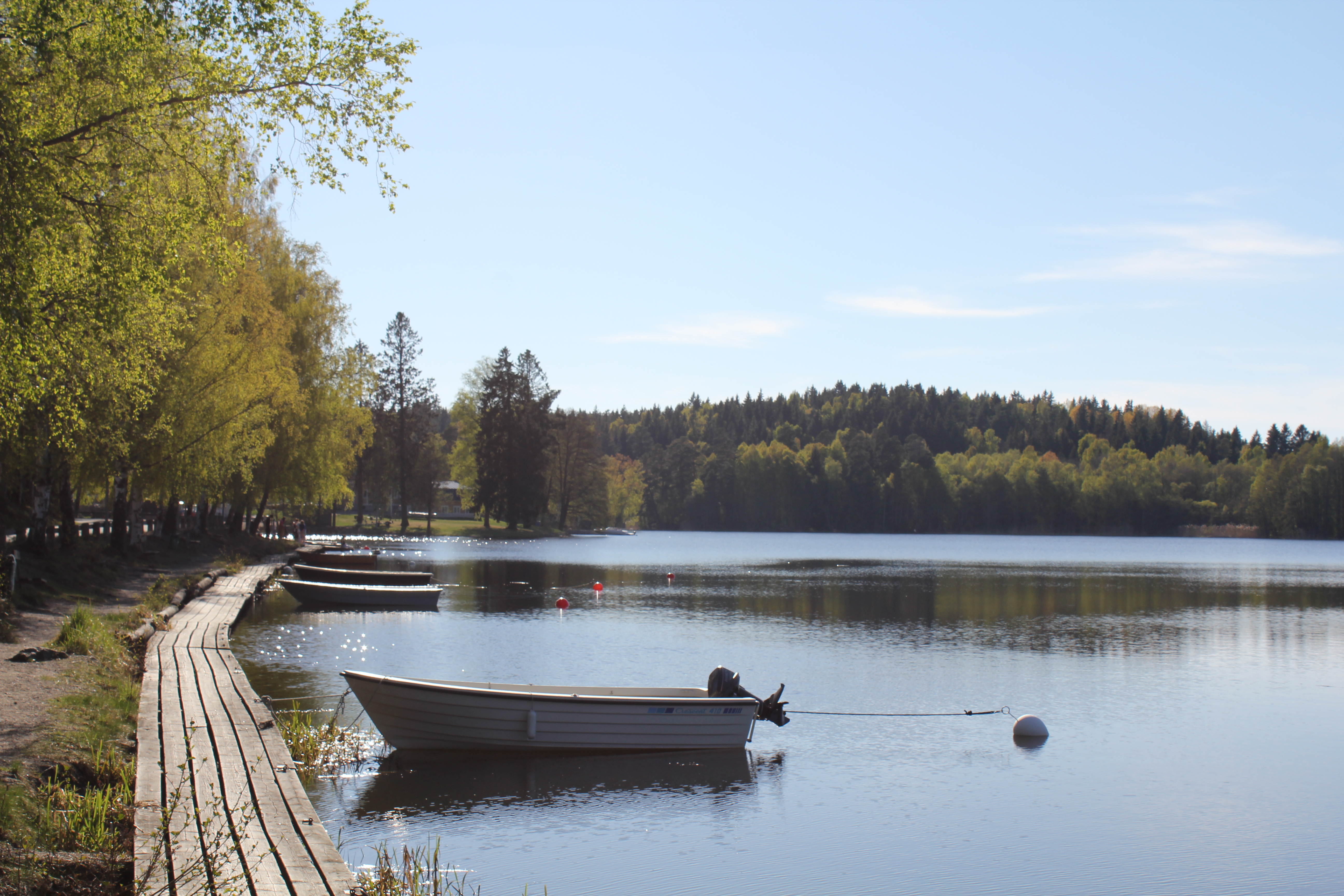
Utterkalven från Strandvägen i Uttran.
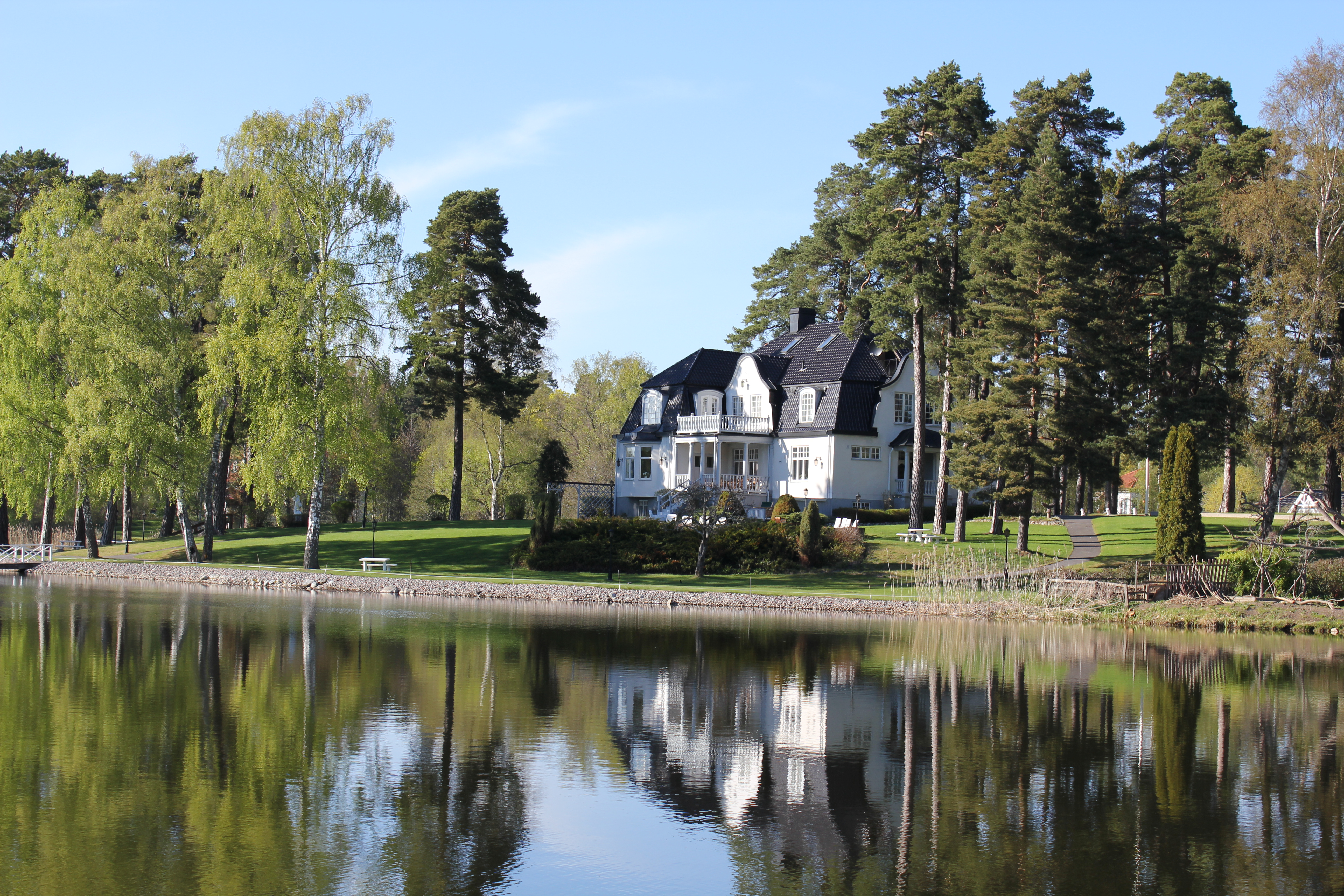
Villa Engwall vid Utterkalven.
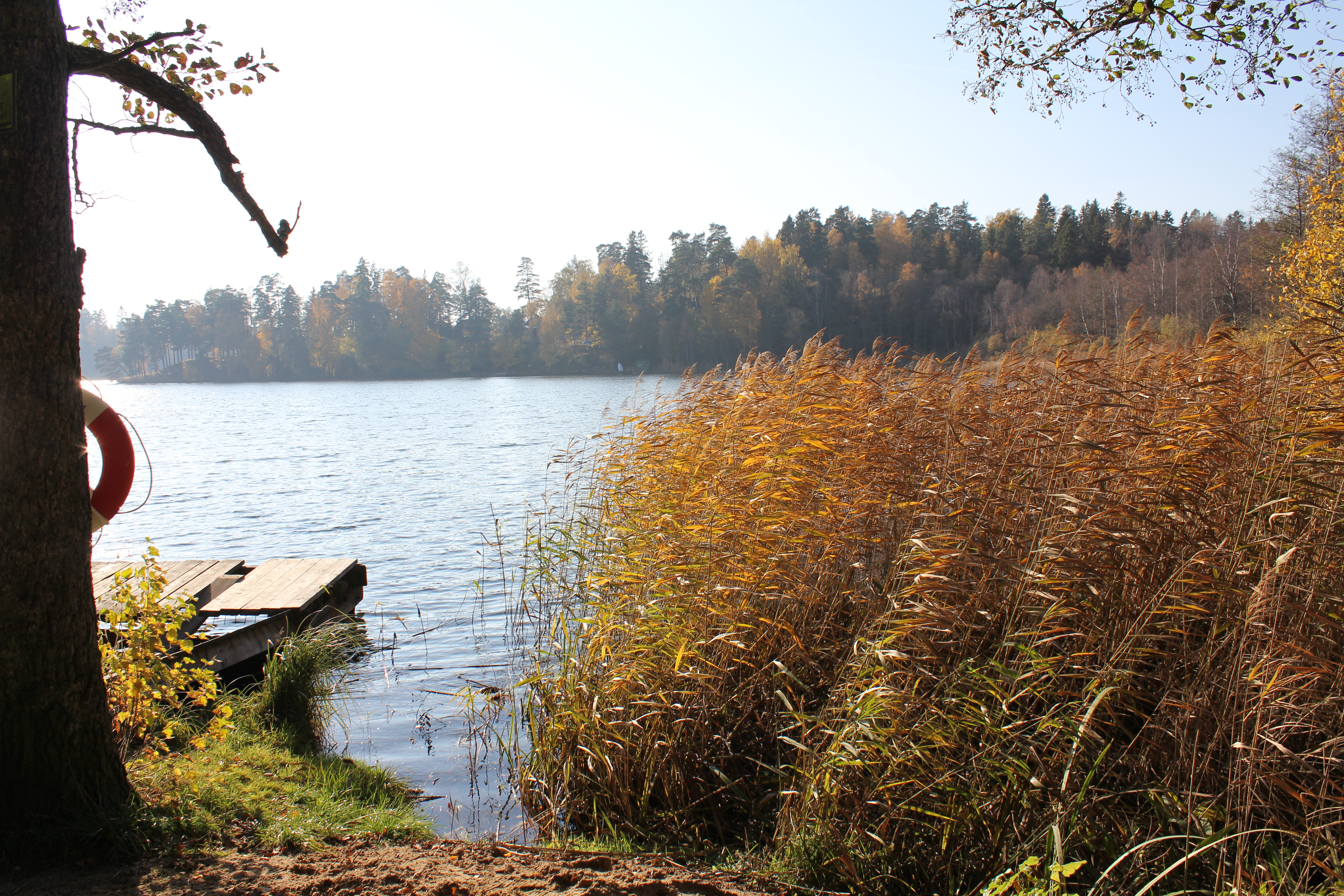
Båtbrygga på Salemssidan av sjön.
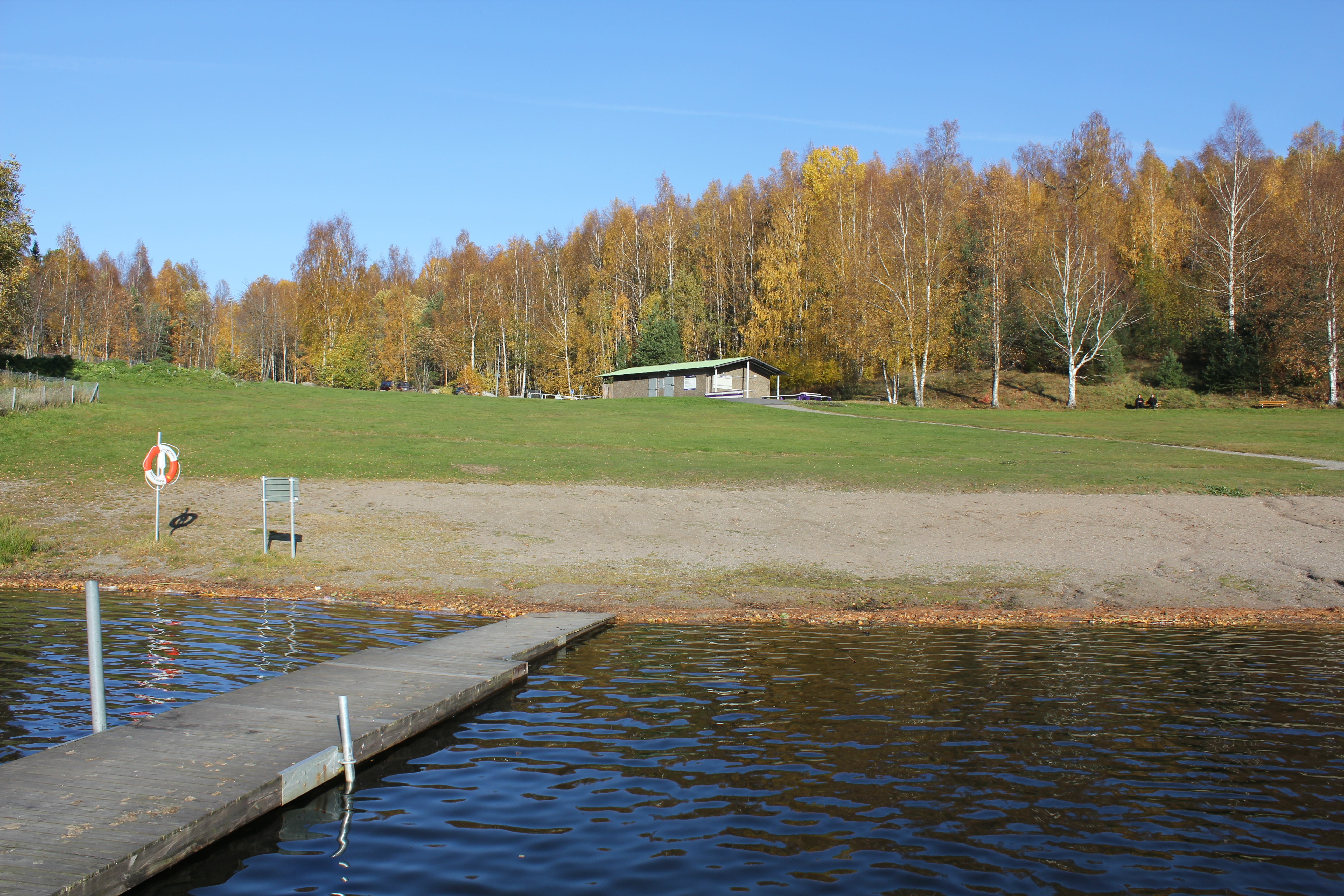
Möllebadet.
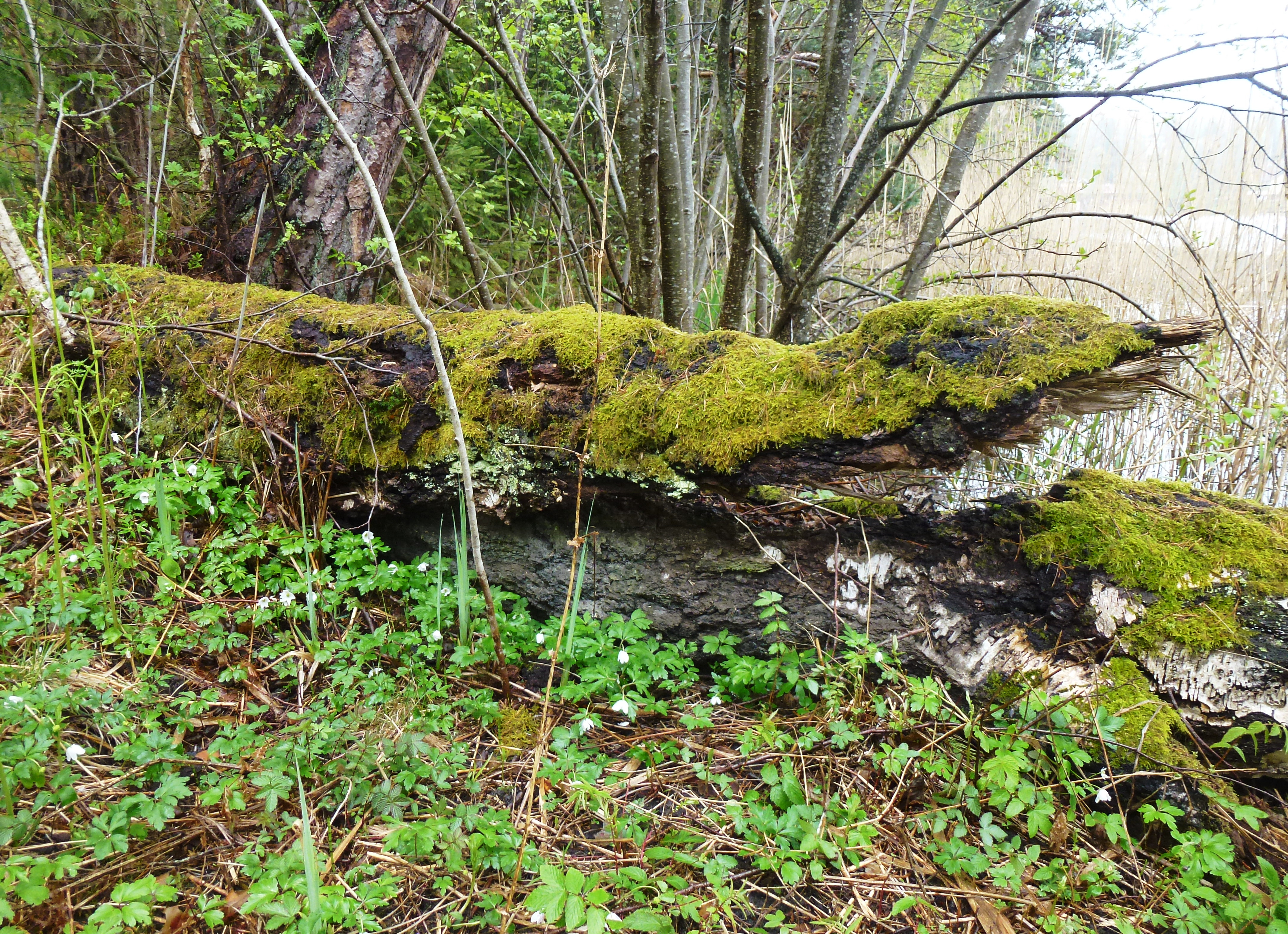
Garnuddens naturreservat.
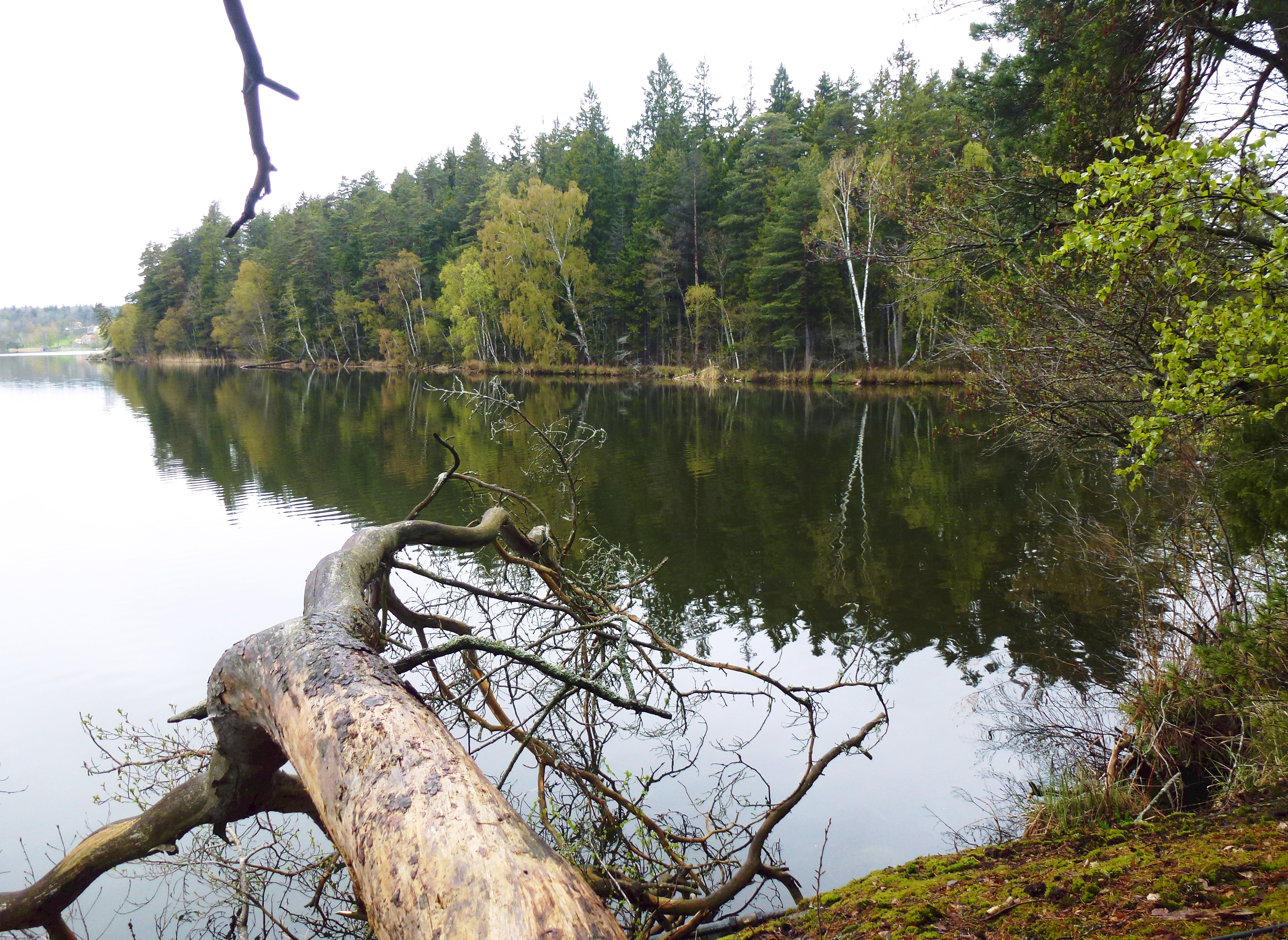
Ensta ö naturreservat.

## Delavrinningsområde
Uttran ingår i delavrinningsområde (656540-161385) som SMHI kallar för Utloppet av Uttran. Medelhöjden är 33 meter över havet och ytan är 21,43 kvadratkilometer. Det finns ett avrinningsområde uppströms, och räknas det in blir den ackumulerade arean 26,03 kvadratkilometer. Tumbaån, som avvattnar avrinningsområdet har biflödesordning 2, vilket innebär att vattnet flödar genom totalt två vattendrag innan det når havet efter 28 kilometer. Avrinningsområdet består mestadels av skog (37 procent) och jordbruk (13 procent). Avrinningsområdet har 2,76 kvadratkilometer vattenytor vilket ger det en sjöprocent på 12,9 procent. Bebyggelsen i området täcker en yta av 6,14 kvadratkilometer eller 29 procent av avrinningsområdet.

## Fisk
Vid provfiske har följande fisk fångats i sjön:
| - Abborre - Björkna - Braxen - Gärs - Gädda - Löja | - Mört - Nissöga - Nors - Ruda - Sarv - Sutare |